# Schwertgesang
Schwertgesang (engl. Sword Song) ist ein Roman des britischen Schriftstellers Bernard Cornwell. Es handelt sich um einen historischen Roman, also um ein Prosa-Werk, das für seine erfundene (=fiktionale) Haupthandlung historische (also tatsächliche) Ereignisse als Hintergrund nimmt. Schwertgesang ist im 9. Jahrhundert n. Chr. in Wessex und Cornwall angesiedelt und beschreibt die Auseinandersetzungen des angelsächsischen Königs Alfred von Wessex mit den dänischen Wikingern unter König Guthrum. Historischen Personen wie den Königen Alfred und Guthrum stehen erfundene Figuren wie der Angelsachse Uhtred, der Held und Erzähler der Geschichte, gegenüber.
Schwertgesang wurde im Jahr 2007 in englischer Originalsprache veröffentlicht, die deutsche Übersetzung erschien 2008.

## Einordnung in Cornwells Serien
Schwertgesang ist der vierte Teil einer mehrteiligen Serie, die unter dem Titel The Saxon Stories in englischer Sprache erscheint. Im Deutschen heißt sie nach ihrem Protagonisten Die Uhtred-Saga. Vorgänger von Schwertgesang sind Das letzte Königreich, Der weiße Reiter und Die Herren des Nordens. Die Serie wurde mit Das brennende Land, Der sterbende König und Der Heidenfürst fortgesetzt. Mit Wolfskrieg wurde im April 2019 der elfte Roman des Zyklus um Alfred den Großen und seinen Sohn Edward auf Deutsch veröffentlicht. Wie viele Teile die gesamte Serie enthalten wird, wurde von Cornwell noch nicht bekanntgegeben.

## Handlung
Schwertgesang setzt zeitlich einige Jahre nach Die Herren des Nordens ein: Uhtred von Bebbanburg geht auf die 30 zu, hat zum zweiten Mal geheiratet und hat zwei kleine Kinder.
Auf König Alfreds Befehl hin, baut er die Burgen und Festungen entlang der Themse aus und bereitet sie für die Dänenangriffe auf das Königreich Wessex vor.
Als die Dänen, unter Führung der Brüder Erik und Sigefried Thurgelson und Graf Haesten, der einst Uhtreds Mann war, die Stadt London besetzt halten, immer mehr Verstärkung bekommen und der Seehandel über die Themse zum Erliegen kommt, sollen Uhtred und sein Cousin Æthelred, Aldermann von Mercien, London zurückerobern. Nachdem dies mit einer List und nach hartem Kampf gelungen ist, wird Uhtred Militärgouverneur von London und kümmert sich um die Stadtverteidigung. Währenddessen setzt Æthelred den Dänen nach, die sich an die Themsemündung zurückgezogen haben. Dabei begleitet ihn seine Frau Aethelflaed, die die älteste Tochter von König Alfred ist. Die Flotte wird von den angreifenden Wikingern stark beschädigt und Aethelflaed wird bei den Kämpfen gefangen genommen.
Die Dänen fordern nun ein unvergleichlich hohes Lösegeld für die Tochter des Königs. Mit dem Lösegeld könnten die Dänen ein Heer aufstellen, das stark genug wäre um Wessex zu erobern. Doch Alfred will seine Tochter nicht als Hure der Dänen gedemütigt wissen. Also schickt er Uhtred mit Steapa zum Lager der Dänen nach Beamfleot um ein gutes Lösegeld zu verhandeln.
Bei den anschließenden Lösegeldverhandlungen erkennt Uhtred, dass sich Aethelflaed in den Wikingeranführer Erik verliebt hat und gar nicht mehr zu ihrem tyrannischen Ehemann zurückwill. Sie vereinbaren eine List, die Aethelflead und Erik zur Flucht in den Norden zu Uhtreds Freund Ragnar verhelfen soll, doch diese misslingt, denn Graf Haesten nimmt die Königstochter gefangen und will mit ihr fliehen. Am Ende gelingt es Uhtred aber dennoch, Haestens Plan zu vereiteln, Erik jedoch wird dabei von seinem Bruder Sigefried getötet. Osferth, der uneheliche Sohn Alfreds, tötet auf Uhtreds Befehl hin Sigefried.
Haesten entkommt jedoch und Uhtred bringt Alfred seine Tochter zurück.